# Посольство Бразилии в России
Посольство Бразилии в Российской Федерации (порт. Embaixada do Brasil em Moscou) — дипломатическая миссия Бразилии в России и Узбекистане, расположена в Москве на Пресне на Большой Никитской улице, 54. Чрезвычайный и полномочный посол — Родриго де Лима Баэна Соарес (с 2021 года).
- Адрес посольства: 121069, Москва, Большая Никитская улица, 54.
- Индекс автомобильных дипломатических номеров посольства — 025.

## Особняк А. В. Лопатиной
Особняк был построен в 1875 году архитектором А. С. Каминским. Представляет собой крупный двухэтажный особняк с третьим мансардным этажом. Орнаментальная полихромная кладка стен дополнена разнообразной керамической полихромной декорацией — наличниками, филёнками, колонками, горизонтальными поясками, отдельными цепочками изразцов. Облицовочный кирпич — завода А. Гусарева, цветные изразцы — мастерской С. И. Масленникова. Они сходны по технике (рельеф) и орнаментике с керамикой дома Игумнова, в котором располагается посольство Франции. Четырёхскатная кровля с декоративным металлическим гребнем.
В начале XX века дом был поделён на квартиры для сдачи в наём. Примерно в 1925 году дом переделывается и становится общежитием общества большевиков-ветеранов. После революции здание перешло в собственность государства. В 1928-м в нём разместили общежитие для старых большевиков. Для того чтобы увеличить жилую площадь, в доме надстроили третий этаж. Автором проекта стал архитектор Г. Суханов, который при оформлении фасада сохранил все особенности неорусского стиля. Посольство Бразилии находится в этом здании с 1963 года.
В 2019—2020 годах в здании посольства и пристройках проводились реставрационные работы. В этот период официальная резиденция была размещена в доме 29 по улице Пречистенской набережной.

## Послы Бразилии в России
- Марио де Пиментель Брандао (1945—1948)
- Васко Тристао Лейтао да Кунья (1961—1964)
- Селсо Антонио Соуза и Силва (1974—1980)
- Роналдо Мота Сарденберг (1985—1989)
- Себастьяно до Рего Баррос Нето (1990—1994)
- Тереза Мария Машаду Кинтелла (1995—2001)
- Жозе Виегас Фильо (2001—2002)
- Карлос Аугусто Рего Сантос Невес (2003—2008)
- Карлос Антонио да Роша Параньос (2008—2013)
- Антонио Жозе Валлим Геррейро (2014—2016)[2]
- Антонио Луис Эспинола Салгадо (2016—2018)
- Товар да Силва Нунес (2018—2021)
- Родриго де Лима Баэна Соарес (2021 — н. в.)